# 158-ма окрема механізована бригада (Україна)
158-ма окрема механізована бригада (158 ОМБр) — механізоване з'єднання Сухопутних військ Збройних сил України.

## Історія
2 лютого 2024 року за наказом Головнокомандувача Збройних Сил України була створена 158-ма піхотна бригада. Невдовзі піхотна 158-ма бригада була переформована на механізовану, та продовжила комплектування у нові, механізовані батальйони.
Станом на кінець 2024 року базувалася у Чернігові, активно здійснювала рекрутинг.

## Структура
- стрілецький батальйон[11]
- батальйон безпілотних систем ОМБр «TENRAI»[12]

## Символіка
Нарукавний знак 158-ї бригади виконаний у формі англійського щита із оливковим краєм та синім фоном. Бригада сформована і роздислокована в м. Чернігів та Чернігівському районі Чернігівської області. Одним із неформальних символів міста Чернігів є Симаргл. Симаргл — давньоруське божество, що входило в пантеон князя Володимира. Напівбожествений персонаж — провісник між небесним і земним світами. Тому зображення саме золотого чернігівського симаргла, розміщено в центрі нарукавного знаку бригади.
Нарукавний знак затверджено 16 липня 2024 р.

## Командування
- 02.02.2024—15.05.2025: полковник Особливець Сергій Анатолійович[2][3]
- з 15.05.2025: полковник Омельченко Віталій Володимирович[14]

## Втрати
- 21 червня 2025 - Горнов Дмитро, молодший лейтенант. Загинув на Сумському напрямку внаслідок удару КАБу[15].
- 28 червня 2025 - Олександр Васильківський. Загинув  поблизу села Писарівка Сумської області[16].
- 30 липня 2025 - Шуйський Руслан, 1980 р.н. Загинув під селом Новоєгорівка, що на Луганщині[17].